# Cavanşir Feyziyev

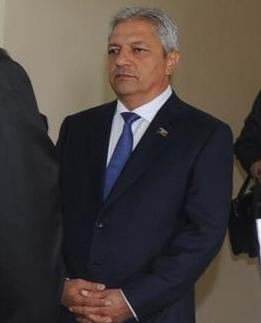
Cavanşir Feyziyev, 2012

Cavanşir Feyziyev (auch Javanshir Feyziyev, russisch Джаваншир Фейзиев; * 12. Juli 1963 in Schäki, Aserbaidschan) ist Mitglied der Nationalversammlung der Republik Aserbaidschan, Mitglied des Ausschusses für Kulturfragen und des Ausschusses für internationale und interparlamentarische Beziehungen.

## Leben
Cavanşir Feyziyev besuchte zwischen 1970 und 1980 die Mittelschule. 1983 wurde er zum Militärdienst in Kasachstan eingezogen und diente bis 1985. Von 1986 bis 1991 studierte er an der Fakultät für Übersetzung des Pädagogischen Fremdspracheninstituts Aserbaidschan, schloss das Studium für Lehrer-Übersetzer mit Auszeichnung ab, war anschließend an diesem Institut bis 1992 Exekutivdirektor des Studien- und Übersetzungszentrums „Linguist“ und Lektor des Übersetzungslehrstuhls (1992–1994). Von September 1994 bis Mai 1995 war er Dolmetscher und Manager der Hilfsorganisation Ärzte ohne Grenzen in Belgien. In den Jahren 1995 bis 1998 hatte er die Position eines Abteilungsleiters bei der Firma Philip Morris USA (Repräsentanz Gafgaz) inne. Er gründete 1998 die Firma Planet Co. Ltd und war deren Direktor bis 2002. Anschließend war er Mitbegründer und Generaldirektor (bis 2010) der Firma AvroMed und gründete im Jahre 2004 ebenfalls die Firma Tour-Invest in Schaki.
Er beherrscht mehrere Sprachen: Aserbaidschanisch, Russisch, Türkisch, Französisch und Englisch.
Feyziyev ist verheiratet und hat vier Kinder.

## Wissenschaftliche Tätigkeit
Von 2004 bis 2009 war Feyziyev Dissertant des Instituts für Philosophie, Soziologie und Recht der Nationalen Akademie der Wissenschaften der Republik Aserbaidschan. Mit seiner Dissertation über das Thema Moralische Aspekte der ethnopolitischen Konflikte promovierte er 2009 zum Doktor der Philosophie.
Er wurde 2010 Doktorand des Instituts für Philosophie der Nationalen Akademie der Wissenschaften mit dem Ziel der Promotion in Politikwissenschaft (auf Grundlage der wissenschaftlichen Arbeit Verband der türkischen Staaten: Eurasienmodell der globalen Integration).

## Politische Tätigkeit
2010 und 2015 wurde Feyziyev zum Abgeordneten der Nationalversammlung der Republik Aserbaidschan (Wahlkreis Nr. 115, Schaki) gewählt.
Er ist Mitglied des Ausschusses für internationale und interparlamentarische Beziehungen der Nationalversammlung sowie des Kulturausschusses. Er leitet die interparlamentarischen Arbeitsteams für die Beziehungen zwischen Aserbaidschan und den Ländern Großbritannien und Frankreich. Außerdem ist er Mitglied des interparlamentarischen Arbeitsteams für die Länder Schweiz, Ungarn, Bosnien, Herzegowina, Kirgisistan und Japan.
Weiterhin ist er Mitglied des Vertretungspersonals der Nationalversammlung für die türkischsprachige parlamentarische Versammlung sowie Mitglied des Vertretungspersonals der Nationalen Versammlung bei der Parlamentarischen Versammlung EURO-NEST. Seit Januar 2017 ist er Co-Vorsitzender der parlamentarischen Zusammenarbeitsausschusses zwischen der EU und Aserbaidschan.

## Aserbaidschanische Geldwäsche
Im November 2021 reichte die Nationale Kriminalbehörde (NCA) des Vereinigten Königreichs ein Verfahren zur Beschlagnahmung von 15 Millionen Pfund von Bankkonten ein, die der Ehefrau, dem Sohn und dem Neffen von Cavanşir Feyziyev gehören, mit der Begründung, dass das Geld über einen aserbaidschanischen Geldwaschsalon gewaschen wurde. Nach Angaben der NCA stammten die Gelder, die eingezogen werden sollen, größtenteils von Bankkonten, die unter der Kontrolle von Feyziyev stehen.
Im Jahr 2017 wurde im Rahmen einer OCCRP-Untersuchung berichtet, dass zwei Unternehmen, die denselben Namen tragen wie ein von Feyziyev gegründetes großes aserbaidschanisches Pharmaunternehmen, 138 Millionen US-Dollar aus dem aserbaidschanischen Waschsalon erhalten hatten. Feyziyev bestritt jegliche Beteiligung an Geldwäsche.

## Öffentliche Tätigkeit
2005 wurde er Mitbegründer und Redakteur der wissenschaftlichen Zeitschrift „Discovery Azerbaijan“. Außerdem ist er Mitbegründer des Vereines Freundschaftsgesellschaft Aserbaidschan-Kasachstan. Seit 2010 ist er Mitglied des Journalistenvereins Aserbaidschan und wurde 2013 und 2018 zum Vorstandsmitglied des Presserats von Aserbaidschan gewählt. 2015 wurde er zum Ehrenbotschafter der Stadt Colmar (Frankreich) ernannt. Seit 2018 ist er Mitglied des Schriftstellerverbandes Aserbaidschan.

## Veröffentlichung von Schriften und Übersetzungen
- 2002: Herausgabe des Buches Ethnopolitische Konflikte im Kaukasus und ihre Einwirkung auf Staatsunabhängigkeit (in englischer Sprache)
- 2008: Herausgabe des wissenschaftlichen publizistischen Buches Friedensphilosophie
- 2013: Ausdruck der Monographie Verband der türkischen Staaten, Eurasienmodell der globalen Integration (in aserbaidschanischer Sprache und später in türkischer, kasachischer, russischer, bosnischer und ungarischer Sprache)
- 2017: Herausgabe des Buches Türkische Welt in 5 Bänden:
  - Erstes Buch: Grundwerte der türkischen Welt
  - Zweites Buch: Türkische Völker
- Drittes Buch: Türkische Staatsgeschichte
- Viertes Buch: Pantürkismus
- Fünftes Buch: Historische Persönlichkeiten der türkischen Welt
- 2015: Übersetzung in die aserbaidschanische Sprache und Herausgabe des Buches Armenische Tragödie 1915 des französischen Historikers Jorj dö Mallevilin.
- 2016: Übersetzung in die aserbaidschanische Sprache des Buches Damit du dich im Viertel nicht verirrst des französischen Schriftstellers und Nobelpreisträgers Patrick Modiano
- 2018: Übersetzung des Romans Großes Herz des französischen Schriftstellers Jean-Christophe Rufin in die aserbaidschanische Sprache

Seit 2008 war er Herausgeber von über 60 wissenschaftlichen Artikeln in verschiedenen Verlagen in Aserbaidschan, Türkei, USA, Kasachstan, Ukraine und Russland und Autor von über 100 Artikeln zu gesellschaftlich-politischen und historisch-philosophischen Themen in der periodischen Presse.